# هوارد إي. سكوت
هوارد إي. سكوت (بالإنجليزية: Howard E. Scott)‏ هو موسيقي أمريكي، ولد في 15 مارس 1946 في سان بدروس ‏ في الولايات المتحدة.

## وصلات خارجية
- الموقع الرسمي
- هوارد إي. سكوت على موقع ميوزك برينز (الإنجليزية)
- هوارد إي. سكوت على موقع أول ميوزيك (الإنجليزية)
- هوارد إي. سكوت على موقع ديسكوغز (الإنجليزية)